# Jelena Dementjeva
Jelena Vjačeslavovna Dementjeva (rusko Eлена Вячеславовна Дементьева), ruska tenisačica, * 15. oktober 1981, Moskva, Rusija.